# Tequendama-vízesés
A Tequendama-vízesés Kolumbia egyik nevezetessége.

## Leírás
A különböző források szerint 139, 150, 155 vagy 157 méter magas vízesés Kolumbia középső részén, Bogotától nem messze nyugatra található Cundinamarca megye területén, a Bogotá folyón.
A helyi muiszka őslakók számára szent hely volt, van olyan leírás, amely azt állítja, hitük szerint a vízesés Chibchacum földisten bosszújából született, aki a környéken lakók bűnei miatt sújtotta őket így.
Magasságát több tudós is megpróbálta megmérni az idők során. Elsőként egy Mutis nevű, aki 214 méternek mérte, majd 1790-ben Domingo Esquiaqui 222 métert állapított meg. 1801-ben Alexander Humboldt is meglátogatta, az ő mérései szerint 185 méteres a vízesés, 1807-ben pedig egy Caldas nevű tudós 184 méteresnek mérte.
A vízesés közvetlen közelében 1923 és 1927 között Pablo de la Cruz építész munkájaként (részben Carlos Arturo Tapias tervei alapján) egy kastélyszerű épület épült fel. A francia hatásokat is mutató, köztársasági stílusú épület körülbelül 1470 m²-es. Kezdetben vasútállomásként szolgált, de a hely szépsége miatt Pedro Nel Ospina elnök döntése alapján szállodává alakították: ezt 1928-ban nyitották meg. 5 szintes, 10 szobás luxushotel volt, ahova a felsőbb osztályok öltönybe és báli ruhába öltözött képviselői jártak. Körülbelül a 20. század közepéig működött így, ám miután 1940-ben megépítették a Muña-víztározót és a Charquito vízerőművet, a folyó vize egyre szennyezettebbé vált, amit csak tovább fokozott a közeli Bogotá rendkívül gyors népességnövekedése.
Ettől az időszaktól kezdve egyre több ember választotta öngyilkossága helyszínéül a vízesést: úgy tartották ugyanis, hogy a tetejéről való leugrás nem csak az esés miatt lesz biztosan halálos, de maga a víz is annyira mérgező, hogy semmiképpen sem lehet túlélni az ugrást. A látványos vízesés mindezeknek köszönhetően egyre inkább elvesztette turisztikai vonzerejét, és bár 1980 táján a kastélyt étteremmé alakították, 2009-ben teljesen elhagyatottá vált. Az épületet vandálok támadásai érték, ki is gyulladt, egyesek pedig, mivel szellemjárta kastélynak tartották, spirituális szertartásokat rendeztek benne.
A 2010-es években tervek születtek a látványos épület megmentésére, amiben egy múzeumot is kialakítottak. A felújításra többek között az Európai Unió is adományozott 300 000 eurót, valamint támogatta az ügyet a Kolumbiai Nemzeti Egyetem, a kolumbiai francia nagykövetség és a francia fejlesztési ügynökség is.

## Képek

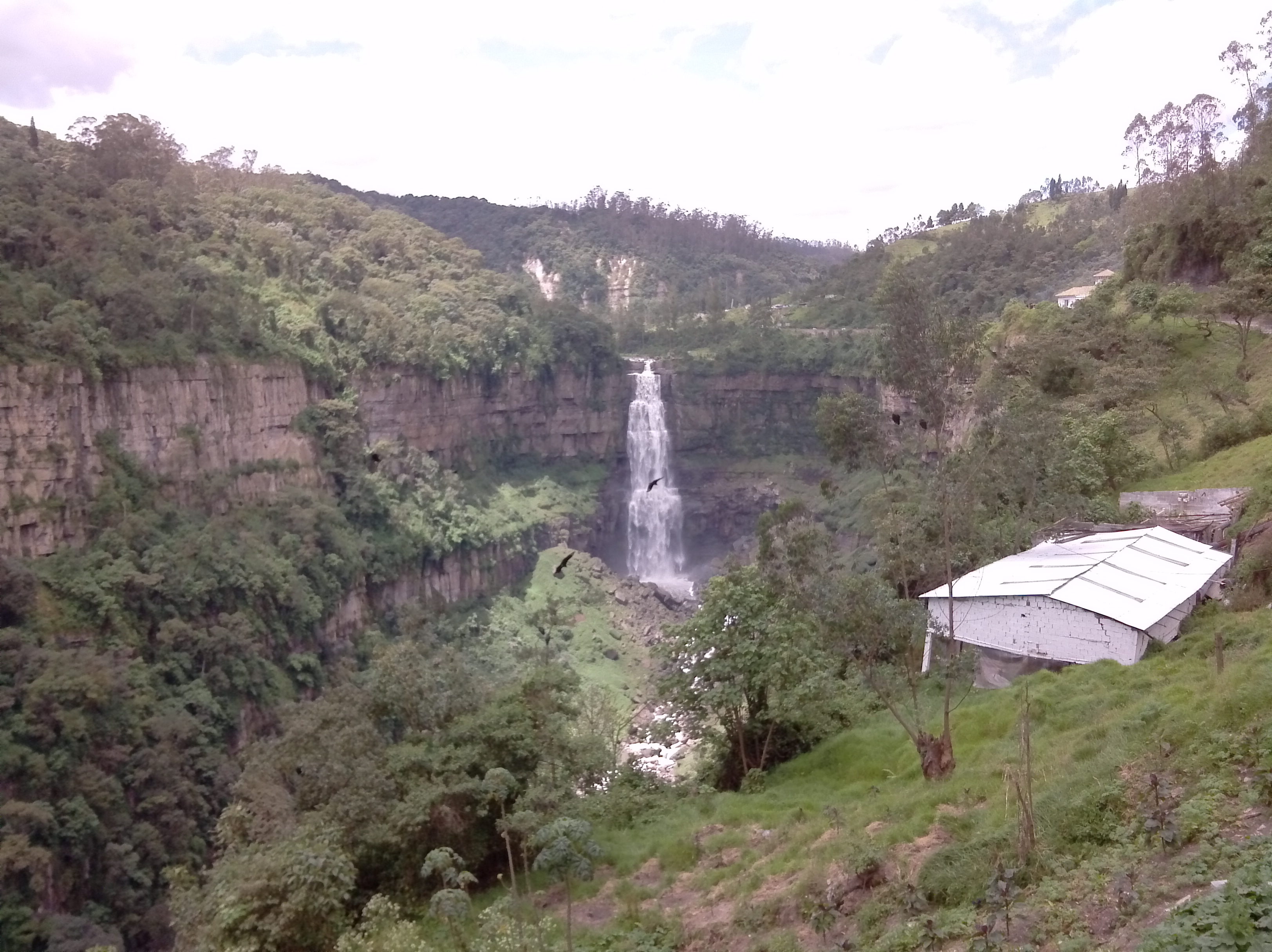
A vízesés és környezete
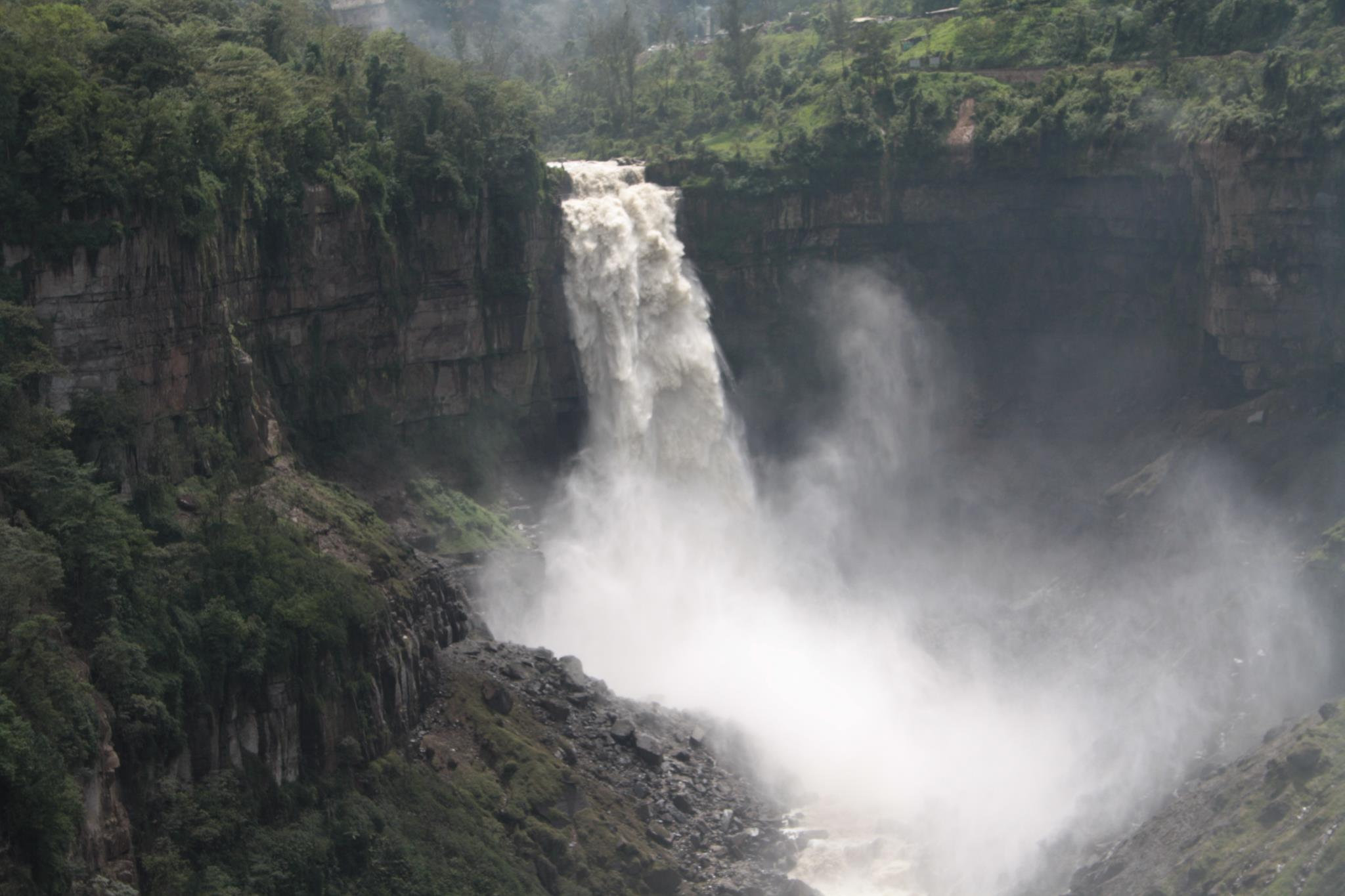
A vízesés közelről
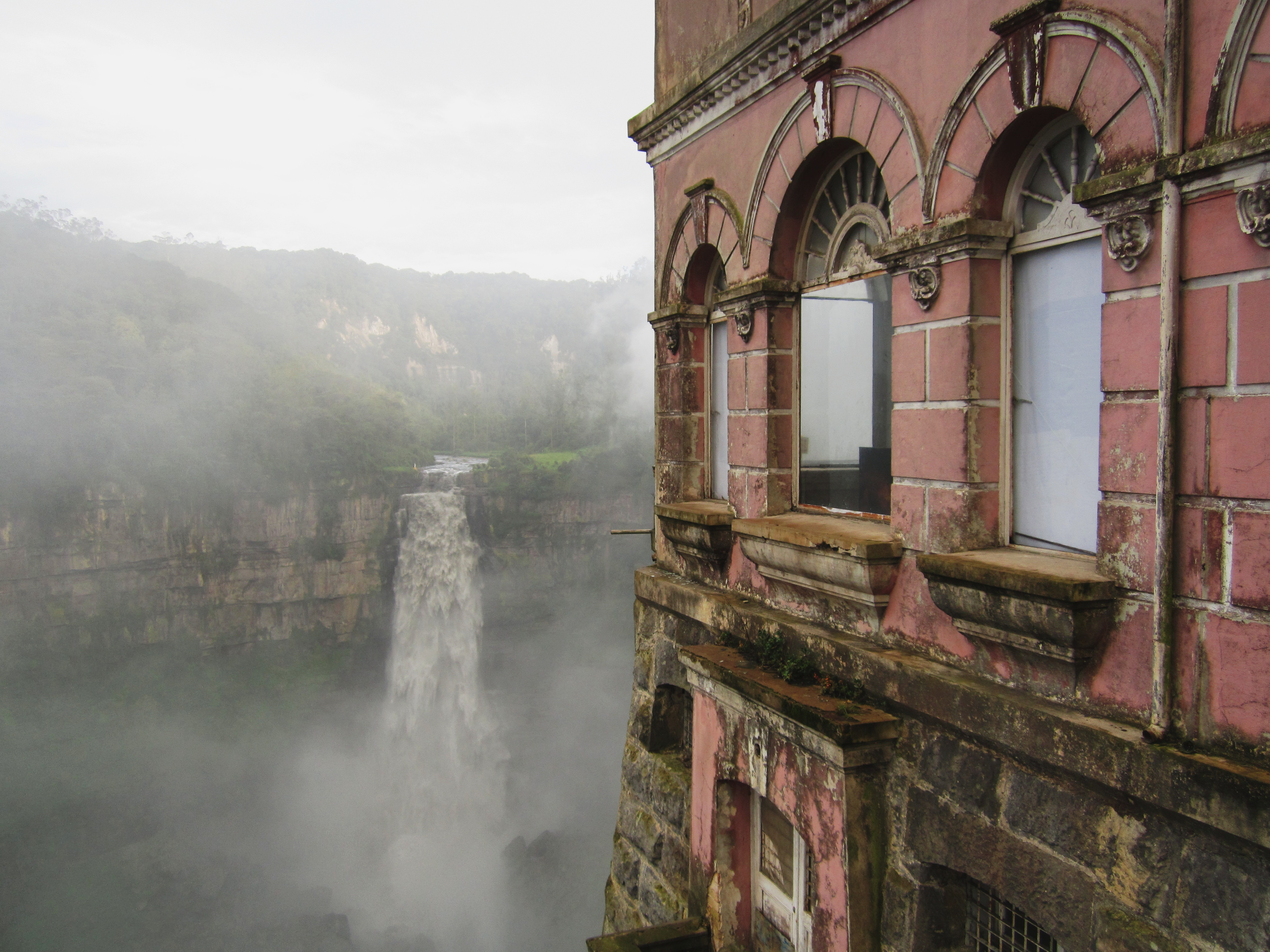
A szálloda és a vízesés
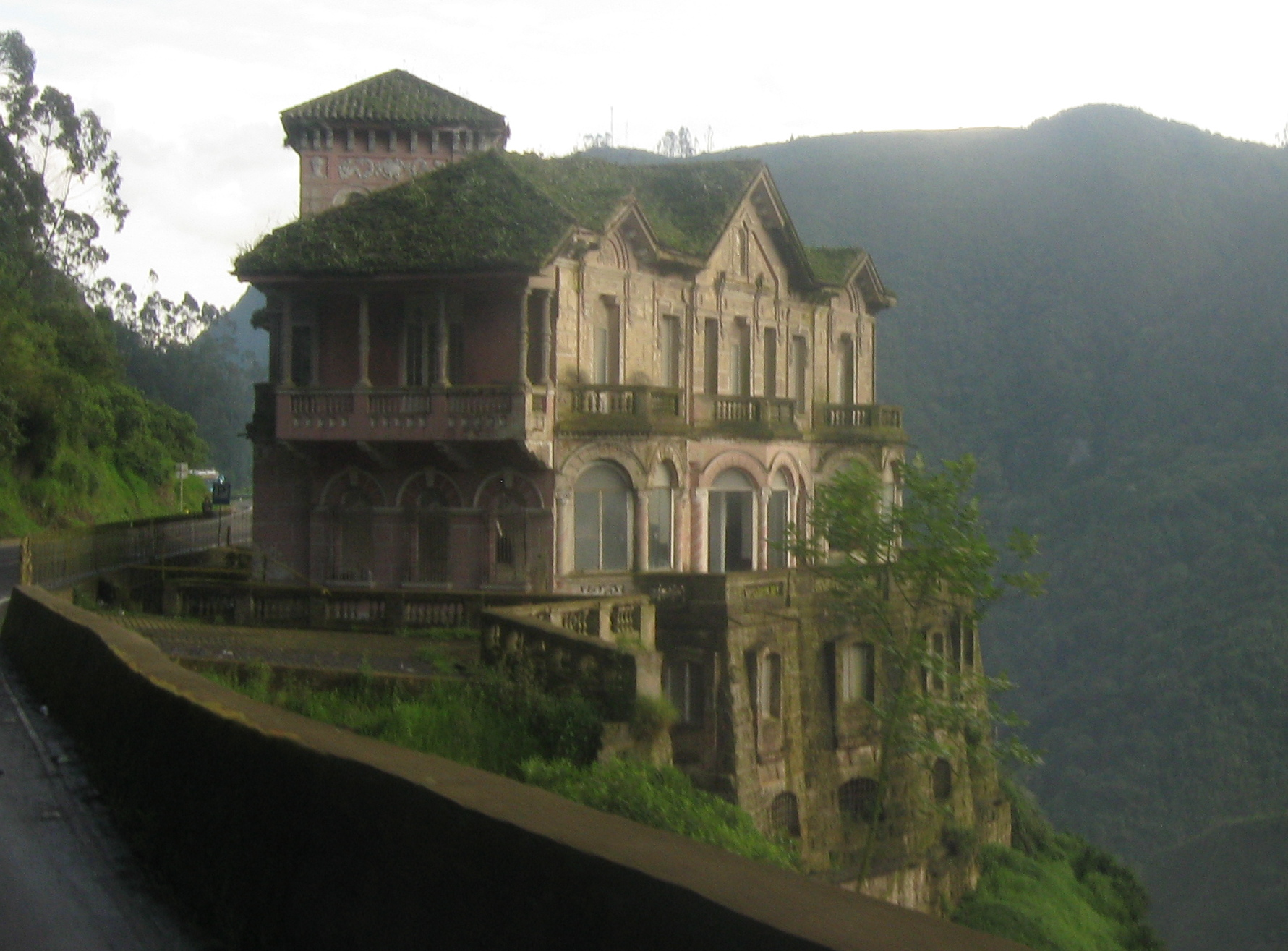
A szálloda